# 10726 Elodie
10726 Elodie (tên chỉ định: 1987 BS2) là một tiểu hành tinh vành đai chính. Nó được phát hiện bởi Eric Walter Elst ở Đài thiên văn La Silla ở Chile ngày 28 tháng 1 năm 1987. Nó được đặt theo tên Elodie Bouteille, a student ở Langres, Haute-Marne, France.